# Aljama

Carte de Es l'aljama juive de Saraqusta (entourée de murailles fermées par six portes) sur l'actuel plan de Saragosse. Au Nord, sous la rivière Ebre, figurait l'aljama musulmane, non-colorée.
' : ancien quartier juif.
': Nouveau quartier juif.
1 : Grande synagogue. 2 : Petite synagogue. 3 : Synagogue Neuve de Bicorolim (Biqqur Holim édifiée en 1382). 4 : Synagogue des sept callizos. 5 : Mikveh (bains rituels). 6 : Alcaicería. 7 : Porte Alquibla ou Porte de Valence.

Le terme aljama (de ŷāma'aʻ en arabe, « groupe de personnes, réunion ») en castillan a traditionnellement été utilisé pour faire référence à tous les Juifs ou musulmans d'une localité (en particulier Yama 'al-Yahud,' « tous les Juifs »), soit une communauté.
Le sens du mot recouvre aussi des particularités propres à chaque groupe.

## Aljama juive
Dans l’Espagne médiévale, l’aljama désignait le lieu où se regroupaient les communautés juives, ainsi que l’ensemble des institutions sociales, religieuses et judiciaires qui les gouvernaient et les représentaient.  
C’était à la fois un groupe humain appartenant à la couronne espagnole, un espace urbain (Judería ou juiverie) et une institution politique (l’équivalent du conseil municipal).
L'aljama urbaine était le plus souvent enfermée par des murailles qui la séparaient du reste de la population chrétienne, laquelle était souvent propriétaire des habitations ou les ateliers juifs qui la composaient, comme dans l'aljama  nouvelle de Saragosse. 
L'aljama' se réfère également à la Synagogue. 

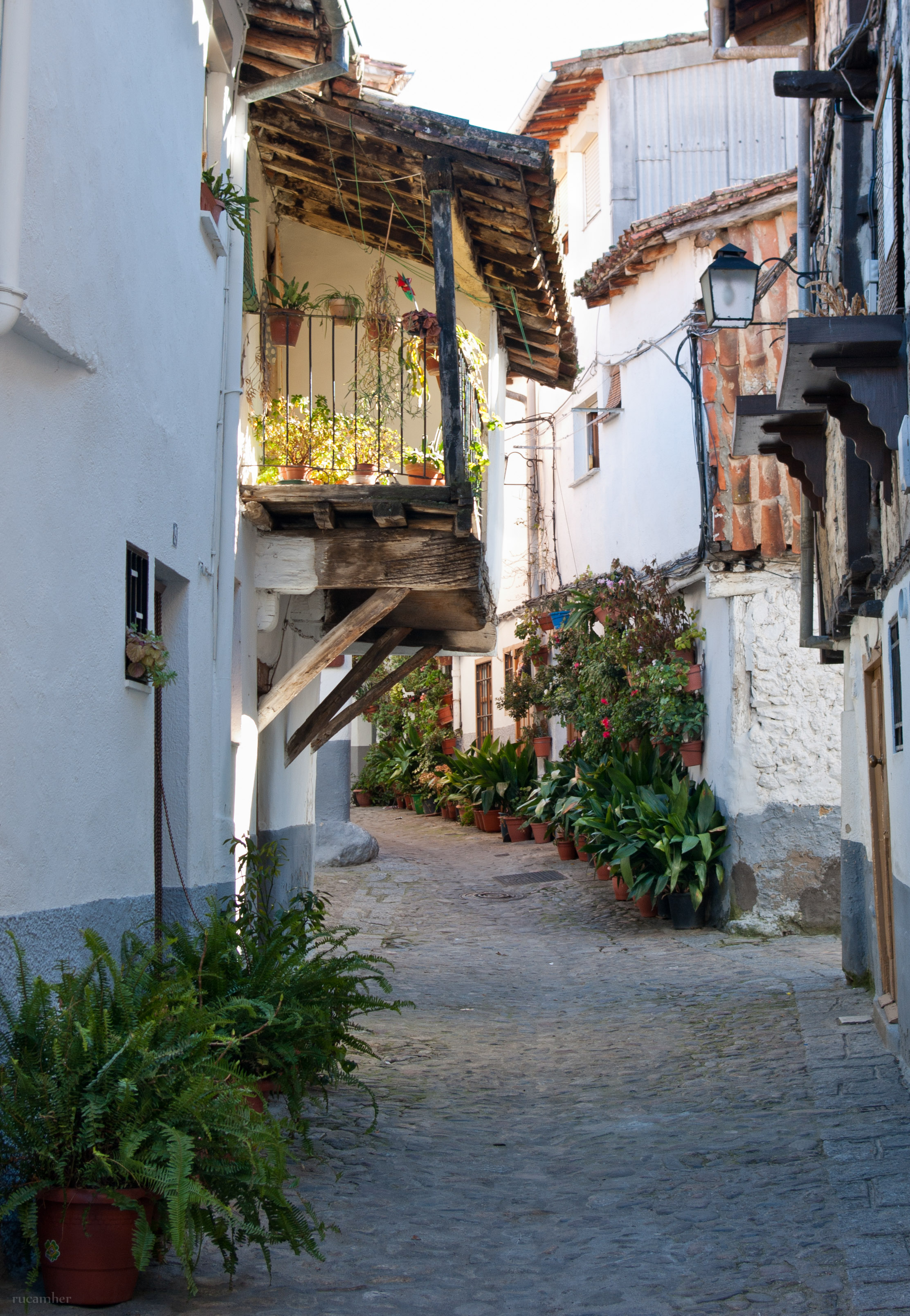
Hervàs où une communauté juive s'est établie au XVe siècle sur les contreforts du château. Le rabbin Simuel qui servait comme notaire, a construit la synagogue sur la rue Rabilero. Cette communauté était liée à lAljama de Bejar.

Ce sens apparaît dans un poème de Gonzalo de Berceo dès 1220 : 

« ¡Eya velar, ella velar, ella velar!
Velat aljama de los judíos.
¡Eya velar!
Que non vos furten al Fijo de Dios.
¡Eya velar!
Ca furtávoslo querrán »

### Organisation
Pour qu'une aljama existe, il faut qu'elle rassemble au moins dix chefs de famille, représentant le nombre nécessaire pour constituer une assemblée pour les prières juives. Si la communauté juive ne peut atteindre ce nombre, elle se rattache à une aljama proche plus importante, comme c'est le cas pour la communauté hébraïque de Hervás rattachée à l'aljama de Bejar dans la vallée d'Ambroz.
Le lieu de réunion se tient dans la synagogue principale de l'aljama.
L'organisation de l'aljama est semblable à celle de la ville : elle dispose d'un conseil et d'un organe exécutif. À partir du XIVe siècle, le gouvernement des aljama s'ouvre aux trois groupes socio-économiques qui la composent, les décisions sont votées à la majorité avec un gouvernement collégial se partageant entre assemblée plénière (intégrant tous les hommes majeurs qui délègueront ensuite à un petit groupe, le consilium), un conseil consultatif et un comité exécutif.  
Chaque aljama élabore ses propres ordonnances municipales (taqqanot) qui servent de code civil à la communauté, en matière d’héritage, de divorce, de mariage, de respect de la tradition, de conversion, etc. Elle supervise aussi les transactions immobilières. 
Le pouvoir exécutif est constitué de mukdamin ou adelantats qui représentent la communauté auprès des officiers du roi et se chargent d'appliquer le droit et la justice, d'établir l'assiette d'imposition (dont la peyta) de chacun et leur collecte, de recueillir les plaintes, de veiller à l'orthodoxie (en collaboration avec les rabbins) et au bien de la communauté. Ce corps est habilité à prononcer des peines et supervise les institutions d'aide et d'assistance communautaire. Pour être candidats, les mukdamin ou adelantats doivent se soumettre à un droit censitaire, connaître la loi et avoir fait preuve eux-mêmes de bonnes mœurs. À leur élection par vote à la majorité ou par tirage au sort décidé par le roi, ils prêtent serment sur la loi de Moïse et leur mandat dure d'une à plusieurs années.  
L'aljama dispose d'un tribunal juif appelé beit din pour juger des délits commis dans la juderia (juiverie) avec à leur tête des dayanim, des juges versés dans la loi. Les sessions publiques (sauf cas particulier) du tribunal se tiennent à la synagogue. Les actes juridiques émis par l'aljama sont rédigés par des notaires publics maîtrisant l'hébreu, l'espagnol et l'arabe et reconnus par les autorités chrétiennes.
Le rabbin ou grand-rabbin de l'aljama est chargé de la cohésion religieuse au sein de la communauté. Il peut être nommé par la Couronne espagnole. Il veille à l'application de la Torah, au développement des écoles juives et des études des textes sacrés mais n'intervient pas dans les affaires constitutionnelles et juridiques sauf à titre consultatif ou en tant qu'assesseur lors d'élection ou de la prise de décision de résolutions importantes.  
Les rois aragonais autorisent l'utilisation de la langue hébreue pour les communautés juives peuplant leur territoire donc dans les aljama où elle peut devenir officielle, bien que le valencien vienne fortement la concurrencer dans le quotidien.  

#### Imposition

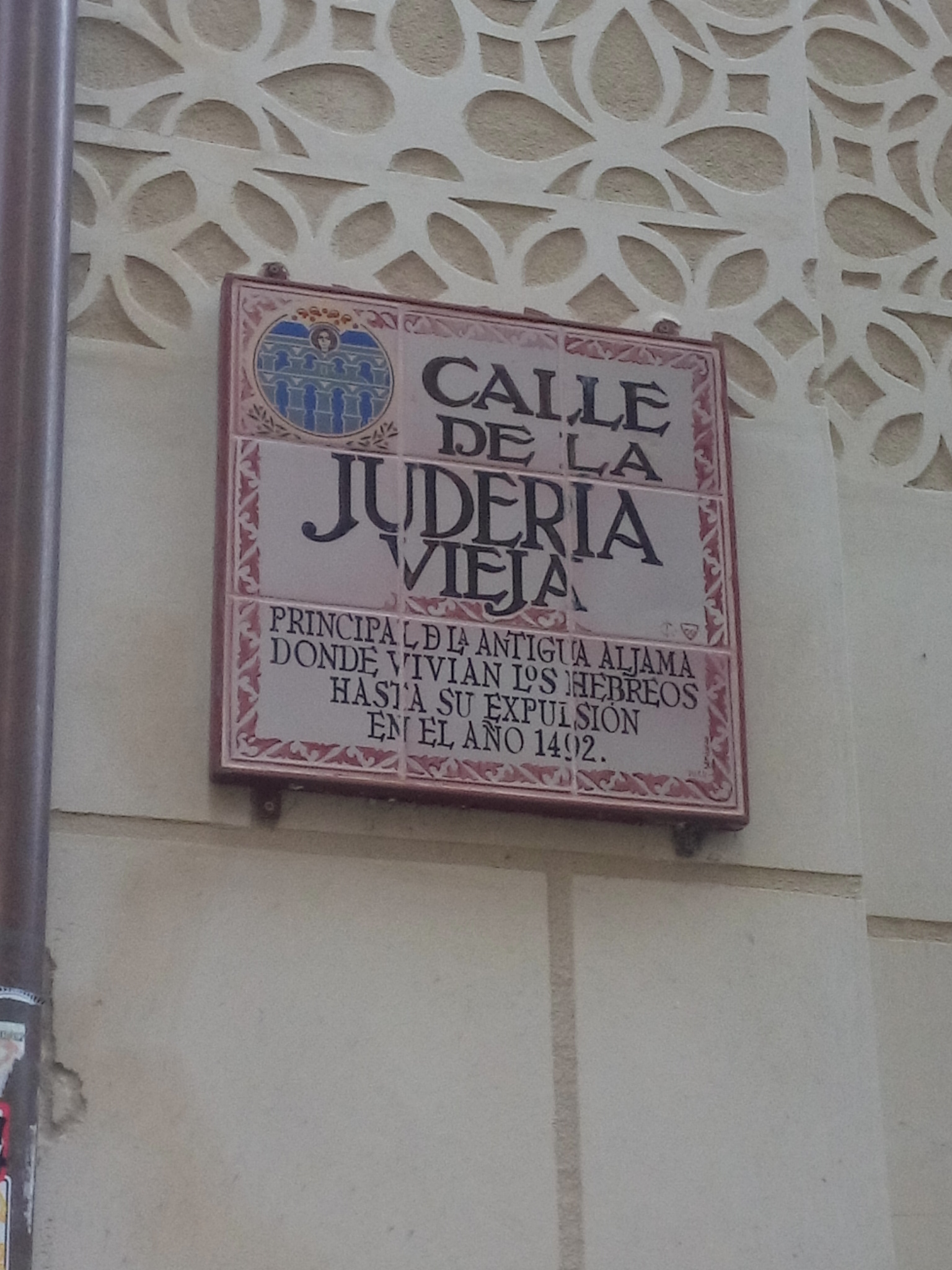
Rue principale de la vieille aljama

À l'image de la société chrétienne, la société de la juiverie est divisée en trois mains s'établissant selon un critère fiscal, le montant du paiement de la peyta, l'impôt soutenant l'aljama ; il s'agit des mains majeure, médiocre et mineure.
Les Juifs de la main majeure représentent 8 à 10 % des contribuables recrutés parmi les plus riches et les plus lettrés qui occupent des postes de collecteurs d'impôts, administrateurs de rentes de seigneuries, fermiers de droits royaux ou prêteurs. Ils détiennent une partie du pouvoir dans l'aljama.
La main moyenne se compose de 20 % des contribuables qui sont artisans, commerçants, propriétaires agricoles, vignerons ou relèvent de professions libérales. Les  mains majeure et moyenne gèrent les affaires de la communauté par l'intermédiaire du conseil et de l'exécutif. 
La main mineure représente 70 % des contribuables qui sont les plus pauvres, parfois exemptés de l'impôt (sauf à l'impôt sur la consommation, la sisa) ; ils sont journaliers agricoles, artisans, colporteurs.
En marge de ces trois mains, figurent les Juifs francs exemptés de taxes par privilège royal et qui ne sont pas sous le contrôle des officiers royaux. Ils sont tenus à l'écart de l'organisation de l'aljama et n'assument pas de charges publiques. D'autres Juifs francs, les intellectuels, sont aussi exempts de charges. Tous ces Juifs francs peuvent être scientifiques, conseillers royaux, banquiers, collecteurs d'impôts, propriétaires immobiliers, mobiliers et fiduciaires et échappent à la juridiction des tribunaux et à leurs peines. Ils sont accueillis à la synagogue aux places d'honneur et au sein des organisations caritatives mais sont peu aimés de la communauté qui ne peut pourtant ni les rejeter, ni refuser de collaborer avec eux.

### Histoire
À la veille de l’expulsion de 1492, le judaïsme s’était considérablement appauvri sous les couronnes de Castille et d’Aragon, et les prestigieuses aljamas de Séville, Tolède, Cordoue et Burgos avaient perdu leur lustre d’antan.  
On estime que les Juifs ne dépassaient pas 200 000 personnes – 150 000 sous la couronne de Castille et 50 000 sous la couronne d’Aragon –, soit un peu moins de 4 % de la population globale. 
Tout au long du XVe siècle, les Juifs abandonnèrent les grandes juiveries urbaines médiévales pour trouver refuge dans des villes moyennes ou des villages placés sous juridiction seigneuriale, comme Hita, Buitrago, Cuéllar ou Plasencia. 
La couronne d’Aragon abritait 25 aljamas, tandis que la Couronne de Castille en comprenait 216. C’est dans l’évêché de Plasencia, l’archevêché de Tolède, et, à un moindre degré, en Estrémadure et en Andalousie, dans de petits centres urbains ou ruraux, que les juiveries étaient les plus nombreuses. 
Neuf aljamas pouvaient encore se targuer d’abriter 300 familles chacune à la fin du XVe siècle : Ségovie, Tolède, Trujillo, Guadalajara, Ocaña, Almazán, Soria, Avila et Murcie.
Ainsi, l'existence d'une ville avec une aljama nous indique un certain niveau d'organisation et de personnes, ainsi qu'une organisation interne suffisante pour permettre l'application des ordonnances ou la collecte d'une série d'imposition.

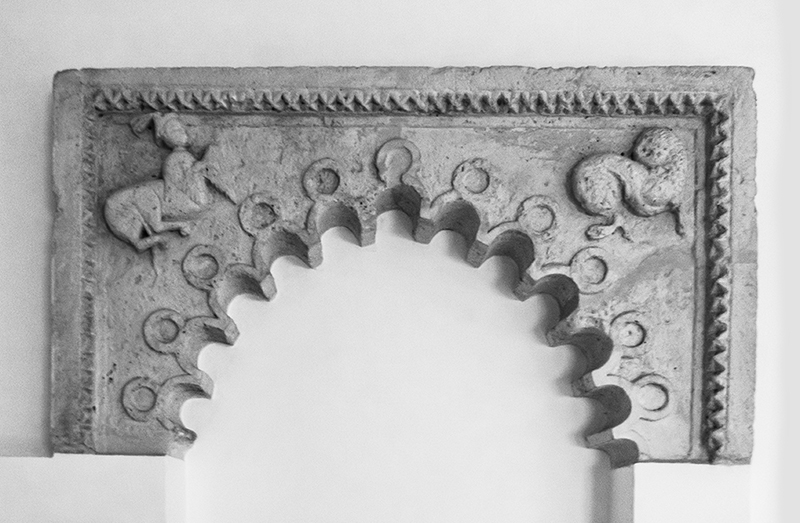
Arc mauresque à la porte d'une maison de l'ancienne aljama de Ciudad Real, v. XIII s.

## Aljama arabe
En arabe, on appelle ŷāmiʻ ou aljama la mosquée principale (les autres mosquées sont nommées masŷid). 
Bien que l'arabe ne juxtapose pas les deux termes, en castillan le terme de «mosquée aljama» est utilisé pour désigner par exemple celle de Cordoue, ou celles qui existaient dans d'autres villes de la Al-Andalus, souvent là où se trouve de nos jours la cathédrale ou l'église principale.

## Liens connexes
- Histoire des Juifs en Espagne
- Chuetas
- Al-Andalus